# رنا الشويخ
رنا الشويخ (19 أكتوبر 1985 -)، ممثلة بحرينية.

## مسيرتها
شاركت في التمثيل في بعض المسلسلات مثل مسلسل دروب البحريني وأيضا في مسلسل صور من الحياة ومسلسل الفجر المستحيل، حازت على جائزة أفضل ممثلة دور أول في مسرحية حياة إنسان. وهي تعد من أسرة فنية لأن لها أخت توأم تشاركها في التمثيل وهي رشا الشويخ وأختها الكبيرة هي لمياء الشويخ.